# ماي هيرتج
ماي هيرتج (بالإنجليزية: MyHeritage)‏ هي منصة على الإنترنت تهتم بعلم الأنساب وتحتوي على منتجات وخدمات للويب والجوّال والبرامج التي تم تطويرها ونشرها لأول مرة من قبل شركة ماي هيرتج الإسرائيلية في عام 2003. يمكن للمستخدمين في المنصة إنشاء مشجرات عائلية، وتحميل الصور وتصفحها، والبحث في أكثر من 12.5 مليار سجل تاريخي، بالٳضافة ٳلى ميزات أخرى. في سنة 2016، أطلقت ماي هيرتج خدمة فحص جيني مدفوعة تسمى "MyHeritage DNA"، تمكن الفاحص من معرفة مكوناته الجينية العرقية. واعتبارًا من عام 2020، أصبحت المنصة تدعم 42 لغة ولديها أكثر من 50 مليون مستخدم حول العالم قاموا ببناء حوالي 52 مليون شجرة عائلية.

## تاريخ
تم تأسيس ماي هيرتج في سنة 2003، من قبل رجل الأعمال الإسرائيلي جلعاد جافيت، والذي لا يزال يشغل منصب الرئيس التنفيذي للشركة. بدأ جافيت تسيير الشركة من غرفة معيشته في ٳحدى المزارع العائلية بني عطروت بإسرائيل. كانت المنصة في البداية تطلب من المستخدمين تحميل معلومات الأنساب من أحد برامج سطح المكتب. وفي عام 2006، قدمت المنصة ميزات جديدة مميزة، كما استحوذت الشركة على برنامج Pearl Street وكذلك موقع شجرة العائلة (GenCircles) مع أكثر من 160 مليون ملف تعريف و 400 مليون سجل عام.
في سنة 2008، نمت منصة ماي هيرتج إلى أكثر من 260 مليون ملف شخصي، و 25 مليون مستخدم، و 230 مليون صورة، و 25 لغة مدعومة. وبعد فترة وجيزة، استحوذت الشركة على كيندو، وهي خدمة لبناء شجرة العائلة مقرها المملكة المتحدة. في سنة 2009، أصدرت الشركة إصدارًا جديدًا من برنامج الأنساب المجاني Family Tree Builder. وفي السنتين المواليتين، استحوذت ماي هيرتج على عدد من الشركات والشبكات و المواقع بكل من هولندا وبولندا والمانيا والولايات المتحدة. و بحلول نهاية عام 2011 ، كان لدى ماي هريتج 60 مليون مستخدم، و 900 مليون ملف شخصي، و 21 مليون شجرة عائلية، وكان متوفرًا بـ 38 لغة مختلفة. وقد أصدرت الشركة أيضًا الإصدار الأول من تطبيقها المحمول لأجهزة آي أو إس وأندرويد.
في سنة 2012، أطلقت المنصة العديد من الميزات الجديدة بما في ذلك ™SuperSearch وهو محرك بحث لمليارات السجلات التاريخية، وRecord Matching وهي تقنية تقارن تلقائيًا سجلات ماي هيرتج التاريخية بالملفات الشخصية على الموقع وتنبه المستخدمين كلما تم العثور على تطابق لأحد الأقارب في شجرة العائلة. كما استحوذت الشركة على جيني دوت كوم أحد منافسيها الأساسيين.
حصلت الشركة فيما بعد على حق الوصول إلى جميع سجلات التعداد السكاني بالولايات المتحدة من عام 1790 إلى عام 1940، وقد وقعت اتفاقية مع الأرشيف الوطني الدنماركي لفهرسة سجلات التعداد وسجلات الأبرشيات من 1646 إلى 1930. كما أعلنت عن شراكات وتعاون مع العديد من الشركات والمجموعات. واعتبارًا من أكتوبر 2018، بلغ إجمالي عدد السجلات التاريخية في المنصة أكثر من 9 مليارات سجل.

## وصلات خارجية
- الموقع الرسمي